# Taxi (Lied)
Taxi ist ein Lied der deutsch-österreichischen Band Deutsch-Österreichisches Feingefühl (DÖF) aus dem Jahr 1983.

## Entstehung und Veröffentlichung
Geschrieben wurde das Lied von den drei DÖF-Mitgliedern Annette Humpe, Josef Prokopetz und Manfred Tauchen. Humpe zeichnete zudem auch für die Produktion verantwortlich.
Die Erstveröffentlichung von Taxi erfolgte im Jahr 1983 als Teil von DÖF bei GiG Records (Katalognummer: 222 116), dem selbstbetitelten Debütalbum der Band. Im September 1983 erschien das Lied als Singleauskopplung aus dem Album. Diese erschien als 7″-Single bei WEA Records, mit der B-Seite So ein Zufall (Katalognummer: 24-9642-7).

## Inhalt
Das lyrische Ich fragt sich in der Kälte, wo sein Taxi bleibe.

„Ich steh in der Költn und wort auf a Taxi, aber es kummt net, kummt net, kummt net.

Ich wort auf des Brummen von an Mercedes-Diesel, aber es brummt net, brummt net, brummt net.“

## Chartplatzierungen
| ChartsChartplatzierungen | Höchstplatzierung | Wochen/ Monate |
| ------------------------ | ----------------- | -------------- |
| Deutschland (GfK)        | 57 (4 Wo.)        | 4 Wo.          |
| Österreich (Ö3)          | 2 (2,5 Mt.)       | 2,5 Mt.        |